# Ута (Сардиния)
Ута (Италия) (итал. Uta) — коммуна в Италии, располагается в регионе Сардиния, подчиняется административному центру Кальяри.
Население составляет 6915 человек (на 2004 г.), плотность населения составляет 49,77 чел./км². Занимает площадь 134,46 км². Почтовый индекс — 9010. Телефонный код — 070.
Покровительницей коммуны почитается святая Иуста. Праздник ежегодно празднуется 14 мая.